# سیمون وی
سیمون وی (به آلمانی: Simone Weil)؛ (۳ فوریه ۱۹۰۹–۲۴ اوت ۱۹۴۳) فیلسوف، عارف مسیحی و فعال اجتماعی فرانسوی بود.

## زندگی
سیمون ۳ فوریه ۱۹۰۹ در پاریس زاده شد. وی در محیط خانوادگی فرانسوی – یهودی فرهیخته و متعلق به طبقهٔ متوسط بزرگ شد. برادر بزرگتر او آندره وی از ریاضیدانان به‌نام قرن بیستم است. او از تربیتی بسیار ممتاز و والا برخوردار گردید و مخصوصاً دربارهٔ فرهنگ، هنر و ادب یونان و روم باستان و در باب اندیشه‌های اخلاقی چیزهای زیادی آموخت. زبان‌های یونانی، لاتین، سانسکریت و چند زبان جدید را به خوبی یادگرفت و مطالعات و تحقیقات فراوانی در زمینهٔ اخلاق، فلسفه، ادیان غربی و شرقی، علوم تجربی، ریاضیات، ادبیات و تاریخ داشت. وی بعدها به مسیحیت گروید. خود او در این باره گفته بود که صورت اولیه و اصیل دین مسیح را به نحو بارزی «دین بردگان» می‌دید و خود را با این بردگان یکی می‌انگاشت. در ۱۹۲۸ در آزمون ورودی دانش‌سرای عالی پاریس اول شد؛ همتای مشهور او سیمون دوبوار در آن آزمون دوم شد. در همین ایام بود که کسانی که هم از طهارت و پاکی او خبر داشتند و هم فعالیت‌های پرشور و شوق اجتماعی او را می‌دیدند از او با عنوان «عَذرایِ چپی» (vierge rouge) یاد می‌کردند. او در سال ۱۹۳۱ دیپلم فلسفه‌اش را از دانش‌سرای عالی پاریس اخذ کرد و از آن پس به تدریس فلسفه برای دختران دبیرستانی پرداخت و تا آخر عمر کوتاهش در این سمت باقی‌ماند.
بیش‌تر نوشته‌هایی که شهرت سیمون وی به آن‌هاست پس از مرگ او انتشار یافته‌اند.

## فعالیت‌های سیاسی
در اواخر سنین نوجوانی به جنبش‌های کارگری پیوست و نویسندهٔ پارچه‌نوشته‌هایی بود که در تظاهرات دفاع از حقوق کارگران حمل می‌شد. در این ایام، او یک مارکسیست، صلح طلب و عضو سندیکا بود. در همان ایام که به تدریس اشتغال داشت مقالاتی دربارهٔ مسایل اجتماعی و اقتصادی در نشریهٔ سندیکا می‌نوشت. در مقالهٔ آزادی و بیداد و چند مقالهٔ کوتاه دیگر بود که افکار رایج مارکسیستی را به نقد کشید و بدبینی‌اش را نسبت به محدودیت‌های مارکسیسم و کاپیتالیسم ابراز کرد.
وی در اعتصاب سراسری فرانسه در سال ۱۹۳۳ در اعتراض به بی‌کاری و کاهش دست‌مزدها شرکت کرد. سال بعد یک مرخصی ۱۲ ماهه گرفت تا بتواند به‌طور ناشناس و به عنوان کارگر در دو کارخانه کار کند. او باور داشت که با این‌کار می‌تواند بیش‌تر به طبقهٔ کارگر نزدیک شود، اما ضعف جسمانی مجبورش کرد بعد از چند ماه از این کار انصراف دهد. در ۱۹۳۵ به تدریس ادامه داد و بیش‌تر درآمدش را صرف فعالیت‌های سیاسی و خیریه کرد.
برخلاف صلح‌طلبی‌اش، در سال ۱۹۳۶ در جنگ داخلی اسپانیا به نفع جمهوری‌خواهان جنگید. او خودش را یک آنارشیست معرفی کرد و به گروهان سباستین فور-شاخهٔ فرانسوی‌زبان جنگ‌جویان آنارشیست- پیوست تا با فاشیستها بجنگد.

## عرفان
تجارب عرفانی مکرری که از ۱۹۳۸ به بعد برای او رخ داد، او را به آیین کاتولیک نزدیک کرد، به طوری که حتی اشعاری موافق با مشرب و مسلک کاتولیکی سرود، با این همه، هرگز به کلیسا نپیوست و غسل تعمید نپذیرفت. علی‌رغم این که گرایشش به آیین کاتولیک خالصانه و مخلصانه بود، نظری بسیار نقادانه نسبت به کلیسا، به عنوان یک نهاد دیوان‌سالارانه، داشت؛ و انتقاداتش به این نهاد بیش‌تر جنبهٔ اخلاقی داشت و بر آلودگی معنوی، اخلاق چندپهلو و ریاکارانه و تفتیش عقاید و بی‌مدارایی کلیسا تأکید می‌کرد.

## مرگ

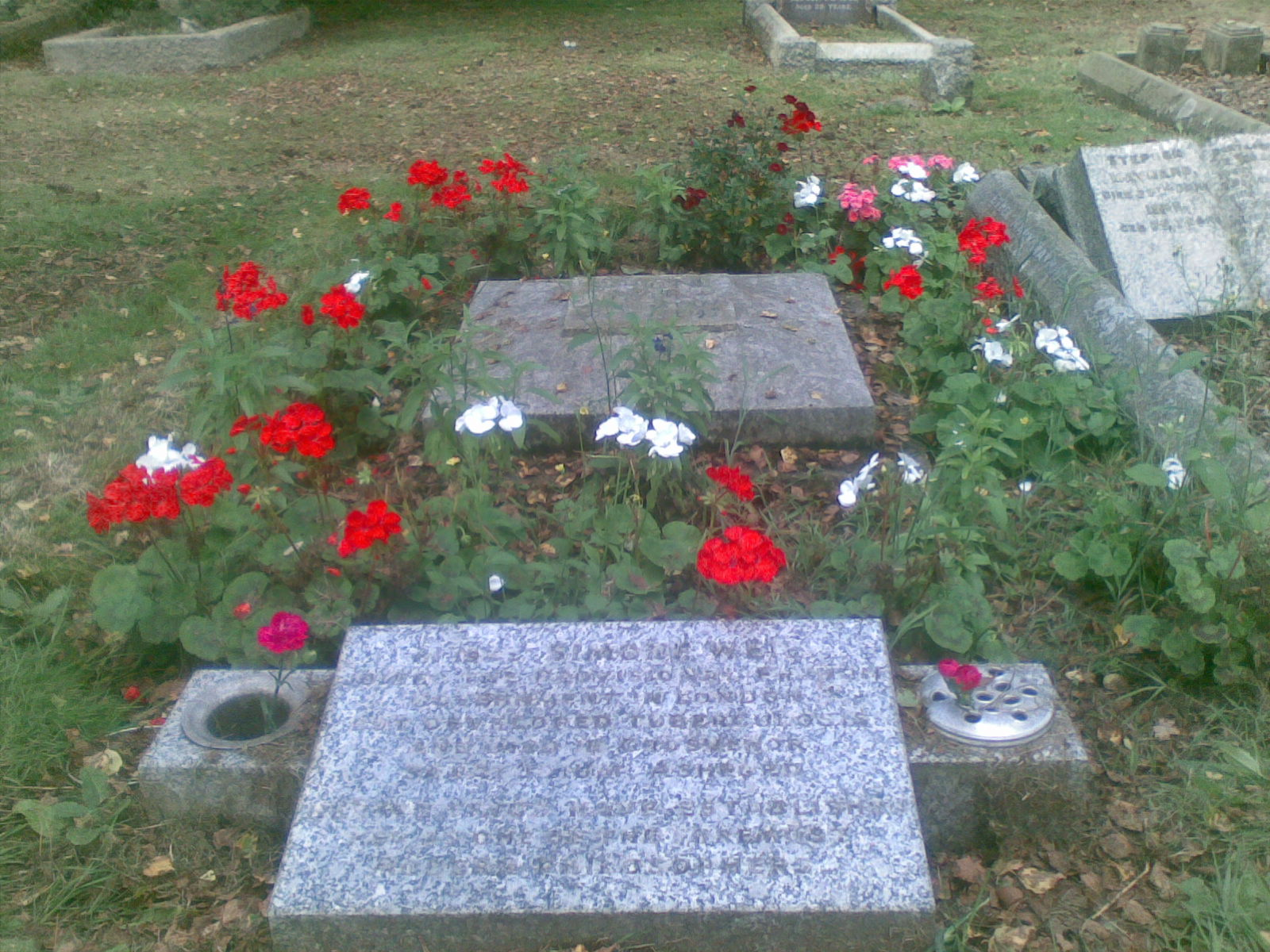
قبر سیمون وی در گورستان بایبروک: اشفورد، کنت، اوت ۲۰۱۲

در ۱۹۴۲ ابتدا به آمریکا و سپس به انگلستان رفت و به جنبش مقاومت فرانسه پیوست. در ۱۹۴۳ پزشکان تشخیص دادند که به سل مبتلا است و به او توصیه کردند استراحت کند و غذای کافی بخورد؛ با این حال او به دلیل ایدئال‌گرایی سیاسی طولانی مدت و عمل‌گراییش و نیز به دلیل انقطاعش از دنیای مادی، مراقبت‌های ویژه را نپذیرفت. در عوض غذایش را تا حد جیرهٔ هم‌وطنانش که در فرانسه تحت اشغال آلمان نازی بودند کاهش داد. کم‌تر و کم‌تر غذا می‌خورد و غالباً از خوردن امتناع می‌کرد. به زودی وضعیتش رو به وخامت نهاد و او را به بیمارستان مسلولین در اشفورد انگلستان منتقل کردند.
وی پس از عمری حقیقت‌طلبی در ۲۴ اوت ۱۹۴۳ در انگلستان و در حالی که تنها ۳۴ سال سن داشت، بر اثر خودداری از خوردن غذا در اعتراض به اشغال‌گری آلمان‌ها و عارضهٔ قلبی درگذشت. در گزارش پزشکی قانونی آمده بود: «متوفی با نخوردن غذا خودکشی کرد در حالی که اختلال حواس داشت.»

## نقل قول
هر کس بتواند نسبت به انسانی رنج‌دیده شفقت بی‌شائبه نشان دهد، یقیناً واجدِ عشق به خدا و ایمان است.

## آثار ترجمه‌شده به فارسی
- نامه به یک کشیش، فروزان راسخی، نگاه معاصر
- در باب حذف احزاب سیاسی، لیلا محرری، دهگان
- جاذبه و لطف / جاذبه و رحمت
- آزادی و سرکوب
- قرائنِ مسیحیت در میان یونانیان باستان
- قدرتِ کلمات
- در انتظارِ خدا